# .rmp
.rmp-filer används av RealPlayer som är en populär mediaspelare utvecklad av RealNetworks. RMP är en förkortning av RealJukebox Metadata Packages.
Dessa filer är formaterade XML-filer som kan innehålla spellistor, referenser till skin-filer .rjs och information om webbsidor.